# Herresbach (Belgique)
Pour l’article homonyme, voir Herresbach.
Herresbach est un village de la commune belge d'Amblève (en allemand : Amel) située en Communauté germanophone et en Région wallonne dans la province de Liège.
Avant la fusion des communes de 1977, Herresbach faisait partie de la commune de Meyerode.
Au 1er janvier 2016, le village comptait 214 habitants.

## Situation et description
Herresbach est un petit village presque entièrement entouré de grands espaces boisés situé entre les localités d'Andler (commune de Saint-Vith) implanté plus bas dans la vallée de l'Our et Wereth sur le plateau ardennais. L'altitude à l'école et à l'église avoisine les 530 m. Le village, implanté à l'abri des grands axes routiers, est presque totalement entouré par la forêt.

## Patrimoine
L'église dédiée à saint Gangulphe a été bâtie en 1719. L'édifice recouvert de crépi blanc compte une seule nef de deux travées et un chevet à trois pans coupés. Un incendie détruisit la tour et le clocher qui furent reconstruits en 1854.
Deux chapelles et une dizaine de croix se dressent dans le village.
La Croix Grawet dans le bois d'Ommerscheid est reprise sur la liste du patrimoine immobilier classé d'Amblève depuis 2000.

## Activités
Le village possède une école communale.